# Osnabrück (Schiff)
Die Osnabrück des Norddeutschen Lloyd (NDL) war ein Kombischiff für den Dienst zur südamerikanischen Westküste der Reederei. Sie unterschied sich von den Schwesterschiffen durch die Anwendung der Maierform auf den Rumpf.
Bei Ausbruch des Zweiten Weltkriegs befand sich das Schiff in der Heimat. Es wurde von der Kriegsmarine als Minenräumschiff MRS 1, dann MRS 11 eingesetzt. Als Minenräumschiff war die Osnabrück das Mutterschiff für kleine Motorpinassen für die Minenräumung in Küstenbereichen. Am 11. Juni 1942 lief das Schiff nahe Tallinn auf eine Mine und wurde schwer beschädigt. 84 Tote waren zu beklagen. Die in Dänemark instandgesetzte Osnabrück sank am 12. Februar 1945 nach einem Minentreffer vor Swinemünde.

## Geschichte des Schiffes
Die Osnabrück war das erste neue Kombischiff, das die Bremer Reederei Norddeutscher Lloyd für ihren Dienst zur südamerikanischen Westküste in Fahrt brachte. Ihr folgten bis 1939 sechs weitere, ähnliche Schiffe (siehe Dresden). Zwei weitere gingen an die Hapag, mit der dieser Dienst gemeinschaftlich bedient wurde, darunter das Typschiff Hermonthis vom Bremer Vulkan, das noch als Hannover für den NDL am 7. März 1935 vom Stapel gelaufen war, aber am 14. Mai 1935 umbenannt für die Hapag in Dienst kam. Fast gleichzeitig entstand mit der Düsseldorf noch ein drittes Motorschiff auf dem Bremer Vulkan, das am 24. Juni 1935 an den NDL abgeliefert wurde. Die folgenden sechs Schiffe für die beiden Reedereien waren alle etwas größer. Die Hapag ergänzte ihren Beitrag am gemeinsamen Dienst durch die zwei ursprünglich zur US-Westküste eingesetzten, umbenannten Kombischiffe Rhakotis und Roda und die beiden Neubauten Huascaran und Osorno mit diesel-elektrischem Antrieb. Dazu ließ die Hamburger Reederei mit der Patria (16.595 BRT) noch das größte deutsche Schiff für diesen Dienst bauen. Neben den Schiffen mit Passagiereinrichtung wurden von den beiden deutschen Reedereien auch Frachtschiffe auf der Linie nach Chile eingesetzt.
Die unter der Baunummer 892 bei der AG Weser entstandene Osnabrück lief am 16. März 1935 vom Stapel und wurde am 31. Mai 1935 an den NDL abgeliefert. Sie hatte eine Länge von 133,31 m über alles und war 16,64 m breit und war, im Gegensatz zu den Schwesterschiffen, nach den Regeln der Maierform gebaut. Angetrieben wurde sie von einem bei der Bauwerft entstandenen sechszylindrigen-Dieselmotor von MAN mit 4400 PSe, der eine Geschwindigkeit von 14 Knoten (kn) ermöglichte. Das Motorschiff war mit 5.095 BRT vermessen und hatte eine Tragfähigkeit von 6800 tdw. Es hatte eine Besatzung von 46 Mann und Kabinenplätze für 20 Fahrgäste.

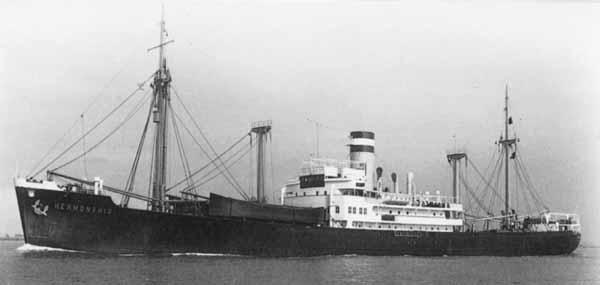
Die Hermonthis der Hapag

Die gleichzeitig beim Bremer Vulkan gebauten Hermonthis und Düsseldorf wurden von einem MAN-Vulkan-Diesel angetrieben und waren 131,4 m lang. Auch sie nahmen im Mai/Juni 1935 ihren Dienst durch den Panamakanal und entlang der südamerikanischen Westküste bis nach Chile auf.

### Einsatzgeschichte
Die Osnabrück begann am 6. Juni 1935 ihre Jungfernreise auf der Deutschen Westküstenlinie und passierte 24./25. Juni erstmals den Panamakanal in Richtung Chile. Sie hatte zu der vor ihr laufenden Hapag-Halbschwester Hermonthis, die den Kanal am 15./16. passiert hatte, drei Tage aufgeholt. Am 16. September 1935 begann die Osnabrück ihre zweite Rundreise nach Chile. Das Schiff verblieb auf dieser Linie; seine fünf letzten Reisen nach Chile begannen am 18. Juni, 17. September und 17. Dezember 1938 sowie am 11. März und 10. Juni 1939 in Bremen. Auf ihrer letzten Fahrt verließ die Osnabrück Bremen mit 21 Passagieren; von den 16 deutschen Staatsbürgern waren sieben als auswandernde Juden erfasst. Sie konnte ihre letzte Rundreise auf dieser Linie noch vor Kriegsausbruch abschließen. Sie und die 1936 fertiggestellte Nürnberg waren die einzigen Kombischiffe dieses Dienstes, die sich Anfang September 1939 in der Heimat befanden.

### Kriegseinsatz

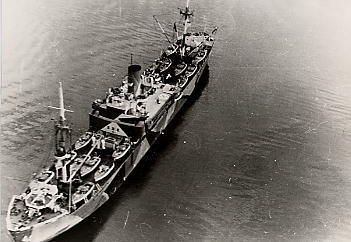
Die Osnabrück als MRS-11

Nach Kriegsbeginn übernahm die Kriegsmarine das Schiff und ließ es, wie auch das Schwesterschiff Nürnberg,   zum Minenräumschiff 1, später Minenräumschiff 11, umrüsten. Es diente ab 14. Oktober 1939 als Mutterschiff für kleine Motor-Pinassen, die zum Minenräumen in Küstenbereichen eingesetzt wurden. Erster Kommandant war bis Oktober 1940 Rudolf Lell.
Die ersten Einsätze erfolgten an den Küsten der von der Wehrmacht besetzten Staaten (Niederlande, Dänemark, Norwegen). 1941 begleitete das Minenräumschiff 11 den deutschen Vormarsch im Baltikum. Dabei kam es am 6. Juli 1941 zu einem Gefecht mit zwei sowjetischen Zerstörern, die in der Irbenstraße Minen legten. Dabei gelang es dem MRS 11 und dem Minensuchboot M 31, die sowjetischen Zerstörer zu vertreiben und den Zerstörer Silny zu beschädigen. Sowjetische Luftangriffe auf die deutschen Schiffe blieben erfolglos.
Am 11. Juni 1942 lief das Minenräumschiff 11 vor der Küste Estlands auf eine Mine. Das sinkende Schiff konnte nur mit größter Mühe auf den Strand gesetzt werden. Die beiden vorderen Frachträume hatten große Lecks erhalten. 84 Mann der Besatzung starben und weitere 40 wurden zum Teil schwer verletzt. Es gelang, das Schiff zum Teil abzudichten und leer zu pumpen, so dass es wieder aufschwamm und am 16. Juni nach Reval eingeschleppt werden konnte. Fünf Pinassen waren auch nicht mehr einsetzbar. Nach einer Notreparatur in Tallinn verlegte das Schiff nach Helsingör, wo die endgültige Reparatur erfolgte. 1944 war das Minenräumschiff 11 wieder einsatzbereit und wurde erneut in der Ostsee eingesetzt.
Anfang 1945 hatte die Osnabrück ihre Boote für andere Aufgaben abgegeben und wurde als Transporter eingesetzt. Am 12. Februar 1945 sank sie nach zwei Minentreffern nahe Swinemünde.

### Die Bauten des Bremer Vulkan von 1935 und der zweite Neubau der AG Weser
| Name                           | Stapellauf | in Dienst  | BRT   | tdw   | Lg.ü.A. | Verbleib |
| ------------------------------ | ---------- | ---------- | ----- | ----- | ------- | --- |
| Hermonthis v. St. als Hannover | 7.03.1935  | 14.05.1935 | 4.833 | 6.810 | 131,4   | 23. Mai 1935 Jungfernreise für die Hapag nach Valparaíso, 5. September 1939 in Callao, das vom Deutschen Reich als geeigneter Versorgungspunkt angesehen wurde, was sich als falsch erwies, da der 1939 neugewählte Präsident Prado sich zunehmend den westlichen Alliierten zuwandte, nur die Rhakotis konnte von dort 1940 über Chile nach Japan entkommen, die Hermonthis wurde am 1. April 1941 nordwestlich Callao vom kanadischen Hilfskreuzer Prince Henry versenkt, auch die Kombischiffe Leipzig, München und Monserrate gingen am selben Tag unter.[11] |
| Düsseldorf                     | 4.05.1935  | 24.06.1935 | 4.930 | 6.810 | 131,4   | 29. Juni 1935 Jungfernreise beim NDL nach Valparaíso, 15. Dezember 1939 vor Antofagasta von Despatch aufgebracht, 1940 umbenannt in Poland, dann in Empire Confidence, 1946 ägyptische Star of el Nil, 1950 britische Spenser, 1955 Roscoe, 1962 Abbruch in Spanien |
|                                |            |            |       |       |         | |
| Leipzig (2)                    | 15.02.1938 | 6.04.1938  | 5.898 | 7.530 | 139,8   | 2. AG Weser-Bau der Serie, beim NDL im April 1938 Jungfernreise nach Valparaíso, 21. September 1939 in Callao, 1. April 1941 auf der Reede von Callao selbstversenkt |